# Michal Mikeska
Michal Mikeska (* 28. April 1976 in Gottwaldov, Tschechoslowakei) ist ein ehemaliger tschechischer Eishockeyspieler und heutiger -trainer, der über viele Jahre beim HC Pardubice, HC České Budějovice, HC Energie Karlovy Vary und HC Havířov in der tschechischen Extraliga aktiv war. Seit seinem Karriereende 2014 arbeitet er als Nachwuchstrainer beim HC Pardubice.

## Karriere
Michal Mikeska begann seine Karriere als Eishockeyspieler beim SK Horácká Slavia Třebíč, für den er von 1996 bis 1998 aktiv war, wobei ihm in der Saison 1996/97 mit seiner Mannschaft der Aufstieg von der drittklassigen 2. Liga in die 1. Liga gelang. Anschließend spielte der Angreifer sechs Jahre lang für den HC Moeller Pardubice in der Tschechischen Extraliga, mit dem er 2005 erstmals Tschechischer Meister wurde. Als Topscorer der Extraliga hatte der Linksschütze maßgeblichen Anteil an diesem Erfolg. Im Sommer 2006 wechselte Mikeska nach Russland, wo er einen Vertrag bei Salawat Julajew Ufa erhielt. Mit Ufa gewann er in der Saison 2007/08 die Russische Meisterschaft.
Im Sommer 2009 wechselte er innerhalb der Kontinentalen Hockey-Liga zum HK Sibir Nowosibirsk, für den er nur sieben Partien bestritt, bevor er aus familiären Gründen in sein Heimatland zurückkehrte. Er bekam Vertragsangebote von vier Klubs aus der Extraliga und entschied sich Anfang Oktober 2009 für den HC České Budějovice.
In der Saison 2011/12 spielte er auf Leihbasis für den HC Energie Karlovy Vary, ehe er im September 2012 von den Královští lvi Hradec Králové verpflichtet wurde, wo er als Mannschaftskapitän agierte.
In der Saison 2013/14 ließ er seine Karriere bei seinem Heimatverein SK Horácká Slavia Třebíč ausklingen. Anschließend kehrte er als Nachwuchstrainer zum HC Pardubice zurück und war zudem in der Saison 2016/17 ein halbes Jahr lang Assistenztrainer der Profimannschaft des Klubs.

## Erfolge und Auszeichnungen
- 1997 Aufstieg in die 1. Liga mit dem SK Horácká Slavia Třebíč
- 2005 Tschechischer Meister mit dem HC Moeller Pardubice
- 2005 Topscorer der Extraliga
- 2008 Russischer Meister mit Salawat Julajew Ufa

## KHL-Statistik
(Stand: Ende der Saison 2010/11)